# Dušan Rajović
Pour les articles homonymes, voir Rajović.
Dušan Rajović, né le 19 novembre 1997 à Kraljevo, est un coureur cycliste serbe.

## Biographie

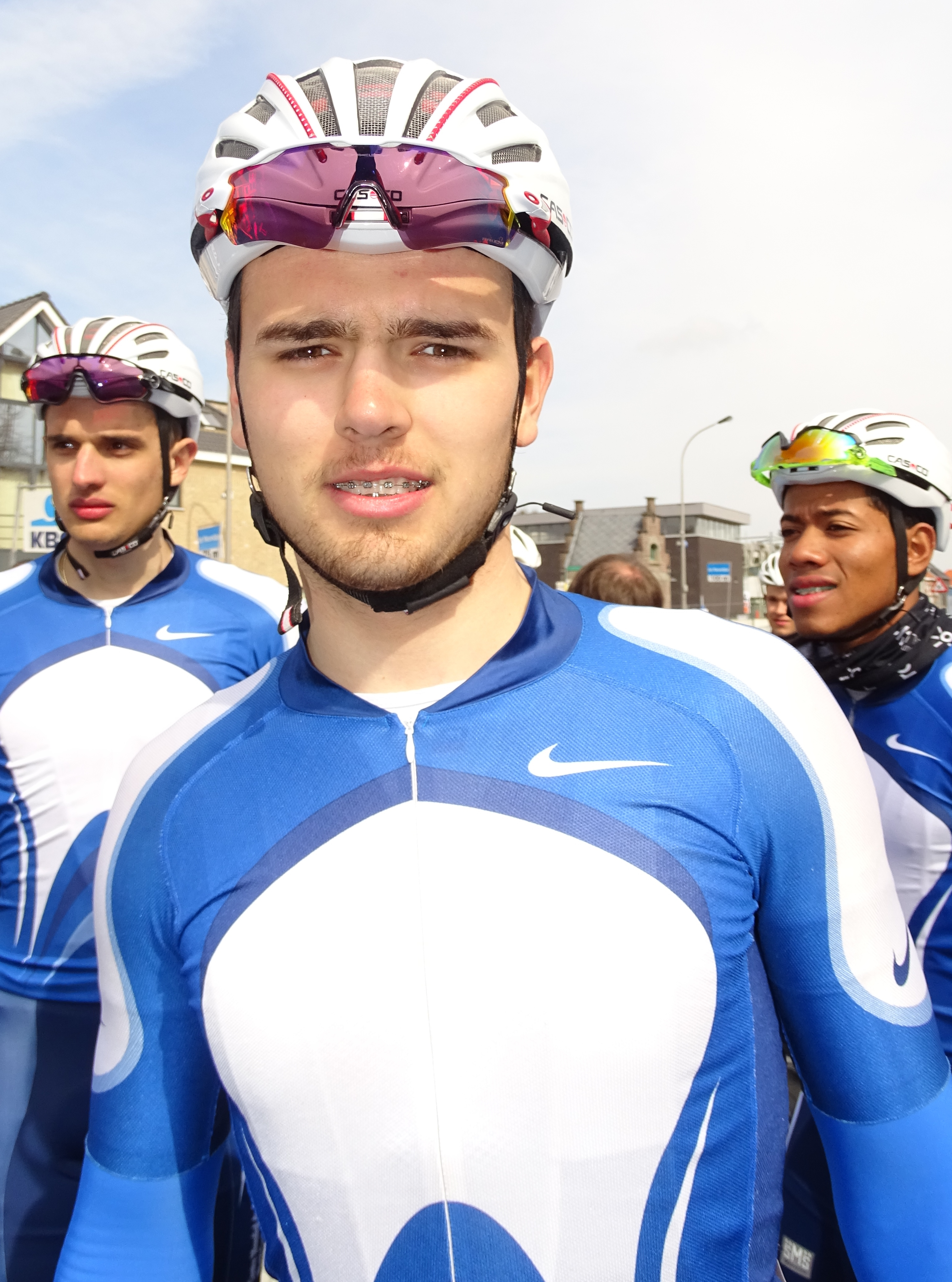
Dušan Rajović lors du Tour des Flandres espoirs 2016. Il court pour le Centre mondial du cyclisme.

Pensionnaire du Centre mondial du cyclisme en 2016, Dušan Rajović brille sur plusieurs épreuves "toutes catégories" en France. Il remporte le Prix de Foissiat ainsi que le Prix de Cormoz devant son coéquipier Nicolás Tivani. Au mois de juin, il devient champion de Serbie du contre-la-montre à seulement 18 ans.
En 2020, il est sélectionné pour représenter son pays aux championnats d'Europe de cyclisme sur route organisés à Plouay dans le Morbihan. Il abandonne lors de la course en ligne.
En août 2022, l'équipe Bahrain Victorious annonce son recrutement pour 2023 et 2024.

## Palmarès et résultats

### Palmarès par année
- 2013
  -  Champion de Serbie sur route cadets
  -  Champion de Serbie du contre-la-montre cadets
  - 3e du championnat de Serbie de cyclo-cross cadets
- 2014
  -  Champion de Serbie sur route juniors
  -  Champion de Serbie du contre-la-montre juniors
  - Mémorial Dimitr Yankov :
    - Classement général
    - 1re et 2e étapes

  - Belgrade Trophy Milan Panić :
    - Classement général
    - 1re et 2e étapes
- 2015
  -  Champion de Serbie sur route juniors
  -  Champion de Serbie du contre-la-montre juniors
  -  Champion de Serbie de cyclo-cross juniors
  - Grand Prix E3 juniors
  - Enfer du Chablais juniors
  - Prix de Chavannes-sur-Reyssouze
  - 4e étape du Grand Prix Rüebliland
  - 2e du Prix des Vins Henri Valloton juniors
  - 2e de Martigny-Mauvoisin juniors
  - 3e du Tour of Vojvodina
- 2016
  -  Champion de Serbie du contre-la-montre
  - Prix de Foissiat
  - Prix de Cormoz
  - 2e du Grand Prix de Lucerne
- 2017
  -  Champion de Serbie du contre-la-montre
  - 2e étape du Tour du lac Qinghai
  - Croatie-Slovénie
- 2018
  -  Champion de Serbie sur route
  - 3e étape du North Cyprus Cycling Tour
  - Grand Prix Izola
  - 10e étape du Tour du lac Qinghai
  - Croatie-Slovénie
  - 3e de l'Umag Trophy
  - 3e du Poreč Trophy
- 2019
  - Grand Prix International de Rhodes
  - 1re étape de l'International Tour of Rhodes
  - Kirschblütenrennen
  - Trofej Sombora
  - 2e étape a du Tour de Bihor
  - 2e étape du Tour du Monténégro
  - 4e étape du Tour de Croatie
- 2020
  -  Champion de Serbie de cyclo-cross
  - 3e étape du Tour de Serbie
- 2021
  -  Champion de Serbie sur route
- 2022
  -  Champion de Serbie sur route
  -  Champion de Serbie du contre-la-montre
  - 2e étape du Tour du Táchira
  - 2e étape du Tour d'Antalya
  - Poreč Trophy
  - 2e et 7e étapes du Tour du Venezuela
  - 3e du Trofej Umag-Umag Trophy
- 2023
  -  Champion de Serbie sur route
- 2024
  -  Champion de Serbie du contre-la-montre
  - 1re étape du Tour de Huangshan
- 2025
  -  Champion de Serbie du contre-la-montre
  - 2e étape du Sharjah Tour
  - 2e étape du Tour de Hainan
  - 3e étape de l'Istrian Spring Tour
  - Belgrade-Banja Luka : 
    - Classement général
    - 2e et 4e étapes

  - 1re et 4e étapes du Tour de Kumano
  - Prologue du Tour du Japon
  - 3e et 4e étapes de la Trans-Himalaya Cycling Race

### Classements mondiaux
| Année                                 | 2016 | 2017 | 2018 | 2019 | 2020 | 2021 | 2022 | 2023 | 2024 |
| ------------------------------------- | ---- | ---- | ---- | ---- | ---- | ---- | ---- | ---- | ---- |
| Classement mondial                    | 981e | 546e | 395e | 570e | 717e | 752e | 375e | 629e | 892e |
| UCI Europe Tour                       | 694e | 409e | 246e | 429e | 573e | 594e | 302e | nc   | nc   |
| UCI Asia Tour                         | 461e | 206e | 328e |      |      |      |      |      |      |
|                                       |      |      |      |      |      |      |      |      |      |
| Légende : nc = non classéSource : UCI |      |      |      |      |      |      |      |      |      |